# Jean-Baptiste Mercier Dupaty

Lettres sur l'Italie en 1785. Da BEIC, biblioteca digitale

Charles-Marguerite-Jean-Baptiste Mercier Dupaty (La Rochelle, 1746 – Parigi, 1788) è stato un giurista, letterato e scrittore francese.

## Biografia
Fu avvocato generale dello Stato e Président à mortier del Parlamento di Bordeaux, carica molto importante nella giustizia francese dell'Ancien Régime.
Oltre che come giurista, si fece un nome anche per i suoi interessi in campo letterario.
Compì un viaggio in Italia per studiarne i sistemi giuridici vigenti e le procedure penali. Partendo da Avignone, passò per Tolone e Nizza e visitò molte città italiane, tra cui Genova, Lucca, Firenze, Roma e Napoli. Dagli appunti di questo itinerario, trasse un'opera di viaggio, Lettres sur l'Italie: l'opera poté godere di un certo successo letterario in Francia, nella scia dell'interesse generale per l'arte e per il genere letterario del Grand Tour.
I contenuti politici del libro sull'Italia e la trattazione di tematiche politico-sociali invise alle classi dominanti, gli guadagnarono l'inserimento dell'opera nell'Index Librorum Prohibitorum.
Suoi figli furono lo scultore Louis-Marie-Charles-Henri Mercier Dupaty (1771-1825), e l'autore teatrale Louis Emmanuel Mercier Dupaty (1775-1851), membro dell'Académie française.

## Opere principali
- Mémoire pour trois hommes condamnés à la roue (Si riferisce alla difesa con cui salvò la vita ai tre condannati)
- Réflexions historiques sur les lois criminelles
- Lettres sur l'Italie (écrite) en 1785, 1785.
  - Briefe über Italien vom Jahr 1785, Mainz, 1790